# Шкляев, Владимир Сергеевич
Влади́мир Серге́евич Шкля́ев (род. 21 января 1958 года, Кирово-Чепецк, Кировская область, РСФСР, СССР) — советский и российский хоккеист, нападающий.

## Биография
Родился в 1958 году в городе Кирово-Чепецке. Воспитанник ДЮСШ местного хоккейного клуба «Олимпия» (первый тренер — Р. А. Корзунин), за который и начал играть в 1976 году.
После призыва в армию играл за ленинградский СКА, а после демобилизации стал выступать за сформированную в Ленинграде, но выступающую за Оленегорск команду «Звезда» (в 1986 году вернувшуюся в Ленинград).
В 1987 году перешёл в ленинградскую команду «Ижорец». Закончил игровую карьеру в воссозданном оленегорском клубе «Горняк».